# Садово-Ботаническая улица (Киев)
Тимирязевская улица (укр. Тимірязєвська вулиця) — улица в Печерском районе города Киева, местности Зверинец, Бусово поле. Пролегает от Бастионной улицы (как её продолжение) до Железнодорожного шоссе.
Приобщаются улицы Зверинецкая (дважды), Ржищевская, Седовцев, Дубенская, переулки Тимирязевский и Зверинецкий.

## История
Улица возникла во 2-й половине XIX века как соединение улиц Омелютинськой и части Военно-Кладбищенской, которые были объединены в 1955 году под современным названием в честь Климента Тимирязева. Остальная часть Военно-Кладбищенской улицы в 1957 году получила название улица Алексеенко (улица Петра Алексеенко), в честь Петра Алексеенко (улицу ликвидировали в начале 1980-х годов в связи со сносом старой застройки).

## Учреждения и заведения
- НИИ интеллектуальной собственности (д. № 66/3)
- Общеобразовательная школа № 5 (зд. № 36)
- Национальный ботанический сад имени Николая Гришко НАН Украины (д. № 1)
- Библиотека Национального ботанического сада им. М. М. Гришко НАН Украины (д. № 1)
- Государственная служба заповедного дела Министерства природы Украины (д. № 1)
- Институт проблем прочности имени Г. С. Писаренко Национальной академии наук Украины (д. № 2)
- Редакция журнала «Проблемы прочности» (д. № 2)

## Мемориальные доски
- Гришко Николаю Николаевичу, академику, основателю и первому директору Национального ботанического сада (д. № 1, на территории ботанического сада)
- Писаренко Георгию Степановичу, академику, основателю Института проблем прочности (д. № 2)